# Назір Ахмад
Назір Ахмад (*6 грудня 1831 або 1836 —3 травня 1912) — індійський мусульманський письменник, викладач, соціальний реформатор.

## Життєпис
Походив з родини викладачі, мавлаві та муфтіїв. Народився у селі поблизу м. Біджнор у родині релігійного викладача 9мавлаві) Саадата Алі. Отримав домашну освіту, класичну для мусульман, вивчив арабську та перську мови. У 1842 році переїхав до Делі (звідси прізвисько Дехлеві — Делійський), де навчався у закладі Абд-уль-Халік при мечеті Ауранґабаді. У 1846–1853 році здобув освіту в Делійському коледжі.
Після закінчення коледжу деякий час працював викладачем арабської мови, а у 1854 році перейшов на службу до Британської Ост-Індської компанії. У 1856 році отримує посаду заступника інспектору шкір у Департаменту народної освіту у Канпурі, у 1857 році переведений до Алахабаду на туж саму посаду. У 1860-х роках займав адміністративні посаді у Північно-Західних провінціях (сучасний штат Уттар-Прадеш). Виступав за подолання невігластва, неграмотності, за права мусульманських жінок, зокремо щодо здобуття освіти.
У 1877 році перейшов на службу до Асафа Джаха VI, нізама Хайдарабада. У 1884 році йде у відставку й повертається до Делі. У 1910 році стає почесним професором Пенджабського університету. Помер у делі у 1912 році.

## Творчість
Складав свої романи, розповіді та повісті мовою урду. Першим твором був сімейно-побутовий роман «Дзеркало нареченої» (1869 рік). Цей роман, як і роман «Сузір'я Великої Ведмедиці» (1872 рік), був присвячений пропаганді освіти серед жінок, затвердженню їх соціального статусу в суспільстві, осуду таких консервативних звичаїв, як самітництво, багатоженство. У дилогії відображені багато пунктів просвітницької програми того часу, чітко видно сліди знайомства з літературою Європейського Просвітництва.
Назір Ахмаду належить ще низка творів моралістичного характеру («Каяття насухо», «Айям» тощо), де взірцем виступає людина приборканих пристрастей, володар звичайних людських чеснот.
У найвідомішому своєму романі «Ібн уль-вакта» Назір підняв одну з нагальних тем часу — це взаємовідношення нової індійської інтелігенції з англійською владою та з індійським народом. Автор показує ілюзорність віри у можливість духовного та ідеологічного братання індійця з колоніальними властями.
Крім того, був автором збірок для дітей — «Розповіді та Оповідки» й «Жорстокий вовк».